# Ernst Zündel
Pour les articles homonymes, voir Zundel.
Ernst Zündel, né le 24 avril 1939 à Bad Wildbad (Bade-Wurtemberg) et mort le 5 août 2017 dans la même ville, est un éditeur néonazi allemand.
Il a vécu durant plusieurs décennies au Canada où il a publié des pamphlets antisémites et négationnistes.

## Biographie
Ernst Zündel s'installe au Canada en 1958 comme immigrant reçu. 
Il devient directeur des publications Samizdat, qui produisent un abondant matériel néonazi, et participe sous le pseudonyme de Christof Friedrich à des magazines antisémites. Il est en outre l'un des cofondateurs du mouvement suprémaciste de la race blanche (White Power).
Il illustre de nombreux magazines, y compris la couverture du Maclean's Magazine.
Il est l'auteur, sous le pseudonyme de Christof Friedrich, de deux ouvrages abordant le thème des OVNI du IIIe Reich et de la Nouvelle-Souabe.

### Affaires judiciaires
En janvier 1985, à la suite de la publication par Zündel de l'ouvrage Did Six Million Really Die?, Sabrina Citron, ancienne déportée, dépose plainte contre lui pour « publication de fausses informations destinées à porter atteinte à l'intérêt public et ce en toute connaissance de cause » ; le procureur appelle à la barre des témoins l'historien Raul Hilberg et la défense sollicite le négationniste français Robert Faurisson, ami de longue date de Zündel. Condamné une première fois, Ernst Zündel obtient que le jugement le condamnant soit cassé pour vice de procédure. En 1988, le verdict du jugement prononcé en 1986 par la cour d'appel de l'Ontario, qui imposait quinze mois de prison ferme pour la même raison, est cassé par la Cour suprême du Canada pour atteinte à la liberté d'expression : la loi interdisant de répandre sciemment de fausses nouvelles est jugée anticonstitutionnelle. Lors de son procès en appel, Zündel fait appel aux services de Fred A. Leuchter Jr (en), technicien autodidacte en matériel d'exécution capitale, qui se rend à Auschwitz et en retire un document à prétentions scientifiques alléguant de l'impossibilité technique des chambres à gaz homicides. Si le « rapport Leuchter » se voit refuser toute crédibilité par la cour, il devient dans les années suivantes un document fondateur de l'argumentaire des négationnistes de la Shoah.
À la fin des années 1990, il est convoqué par la Commission canadienne des droits de la personne pour répondre de propos relevant de la haine raciale tenus sur les Juifs. Avant la fin de la procédure, il part à Pigeon Forge, au Tennessee, où il épouse Ingrid Rimland en déclarant ne plus vouloir revenir au Canada.
En 2003, il est arrêté aux États-Unis pour violation des règles d'immigration. Il est expulsé au Canada,  car son statut de résident a expiré pour absence prolongée hors du pays. Un mandat pour son arrestation est émis en Allemagne pour négation de l'Holocauste (« Volksverhetzung »).
Zündel est maintenu en détention au Canada comme menace à la sécurité nationale à cause de ses liens avec les groupes néonazis violents pendant que la procédure d'extradition se déroule. 
Le 24 février 2005, le juge fédéral Pierre Blais statue que l'extradition dans son Allemagne natale est légale. Le 1er mars, il embarque dans un avion et, dès son arrivée à l'aéroport de Francfort, il est envoyé en prison.
Le début de son procès en février 2006 se déroule dans une atmosphère tendue, ses partisans étant présents pour chanter « Deutschland über alles » et son avocate Sylvia Stolz étant menacée de poursuites pour outrage au tribunal par le juge examinant le cas.
Le 15 février 2007, il est condamné à cinq ans de prison, la peine la plus lourde possible, par le tribunal de grande instance de Mannheim. Les juges ont suivi les réquisitions du Parquet qui avait requis cette peine en janvier 2007, tandis que la défense avait demandé un acquittement. Il était jugé pour négation de la Shoah par le biais de son site Web et de diverses publications, ce qu'interdit la législation allemande. Il lui était notamment reproché de mettre en cause l'existence des chambres à gaz durant la Seconde Guerre mondiale, ainsi que celle de l'Holocauste et du nombre de ses victimes. 
Il est relâché le 1er mars 2010.

### Vie privée
En 1960, il épouse la Canadienne Janick Larouche, avec laquelle il a deux fils. Ils divorcent en 1977[réf. nécessaire].
En 1997, son second mariage prend fin après dix-huit mois[réf. nécessaire].

### Mort
Ernst Zundel est mort le 5 août 2017, d'une crise cardiaque à son domicile de Bad Wildbad.

## Ouvrages
- (en) Did Six Million Really Die? (1985)

sous le pseudonyme de Christof et Mattern Friedrich
- (en) Ufo's Nazi secret Weapons ? (1974)

revues qui résument ce livre
- (de) Ufos: Nazi-Geheimwaffen? (1978)
- (de) Hitler am Südpol (1979)